# Czaple Wielkie
Czaple Wielkie is een plaats in het Poolse district Miechowski, woiwodschap Klein-Polen. De plaats maakt deel uit van de gemeente Gołcza en telt 478 inwoners.

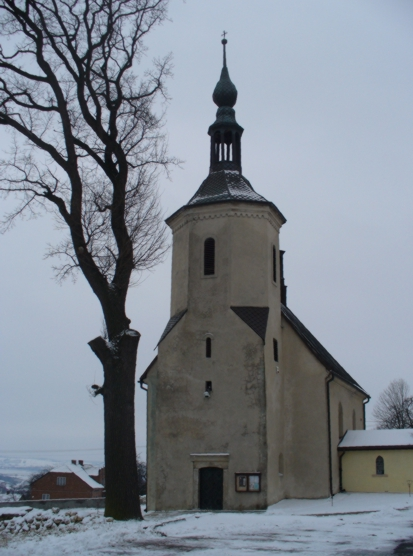
Czaple Wielkie